# Hongersteen
Een hongersteen is een grote steen of rots die bij extreem laag water zichtbaar wordt in de rivierbedding of op de bodem van meren. De benaming ontstond omdat men vreesde voor hongersnood als gevolg van een rampzalige droogte.
Ook in de scheepvaart kan een laag waterpeil een belemmering vormen voor binnenschippers en tijden van nood betekenen. Hongerstenen zijn vaak gemarkeerd met data of inscripties om een laagwaterstand te herdenken, in tegenstelling tot hoogwatermerken, die pieken in het hoogwater registreren. 
Hongerstenen doken bijvoorbeeld in 2018 op in de rivierbedding van de Elbe, en zijn te zien onderaan de Augustusbrug in Dresden. Voor zover bekend zijn er geen oude hongerstenen in Nederland.
Op 24 augustus 2022 heeft Extinction Rebellion een honger/klimaat-steen geplaatst bij Lexkesveer in Wageningen, met de tekst 'klimaatrechtvaardigheid', om aandacht te vragen voor de klimaatcrisis, en om solidair te zijn met mensen en dieren die lijden door de klimaatcrisis.

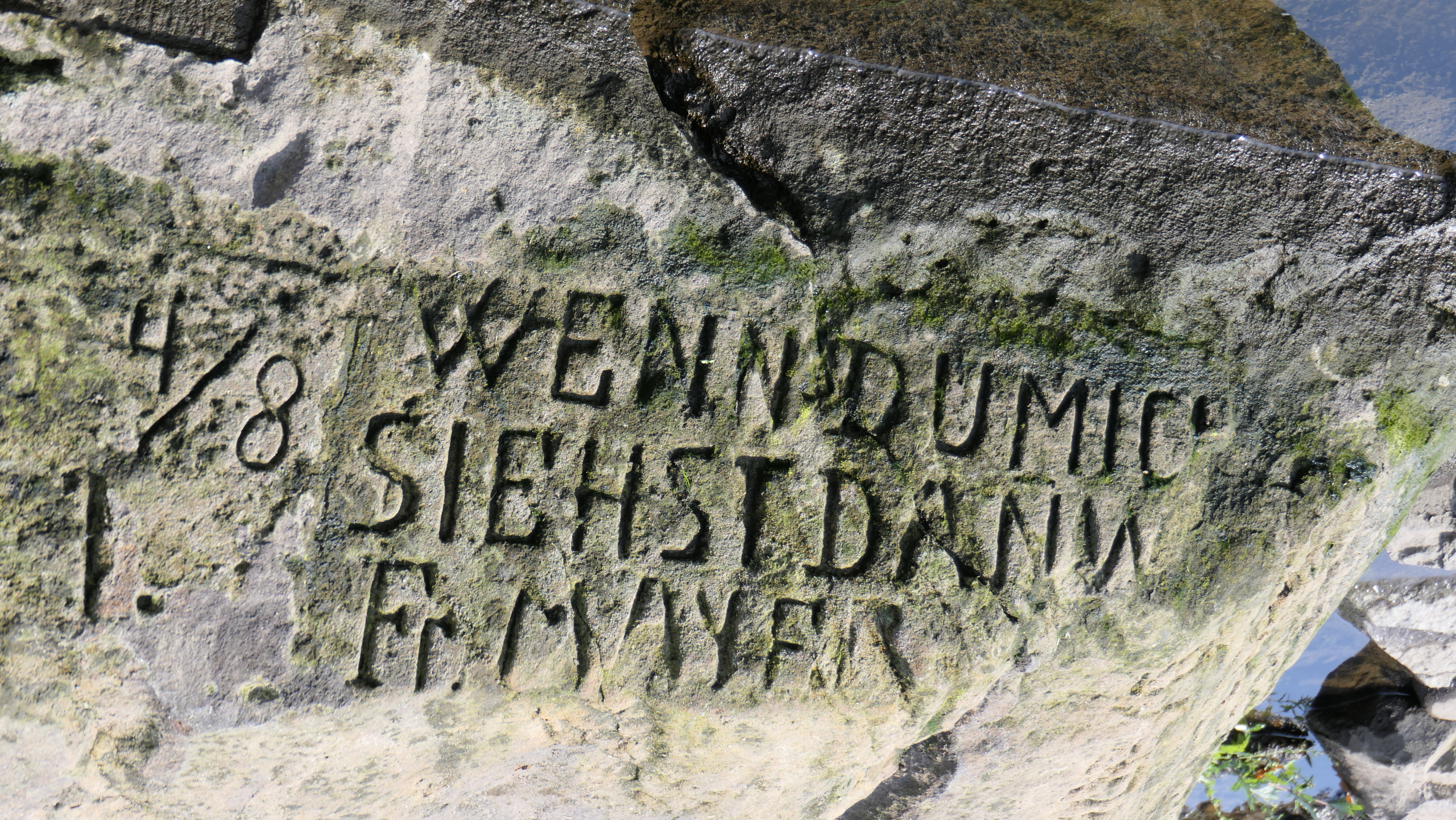
Hongersteen in Děčín
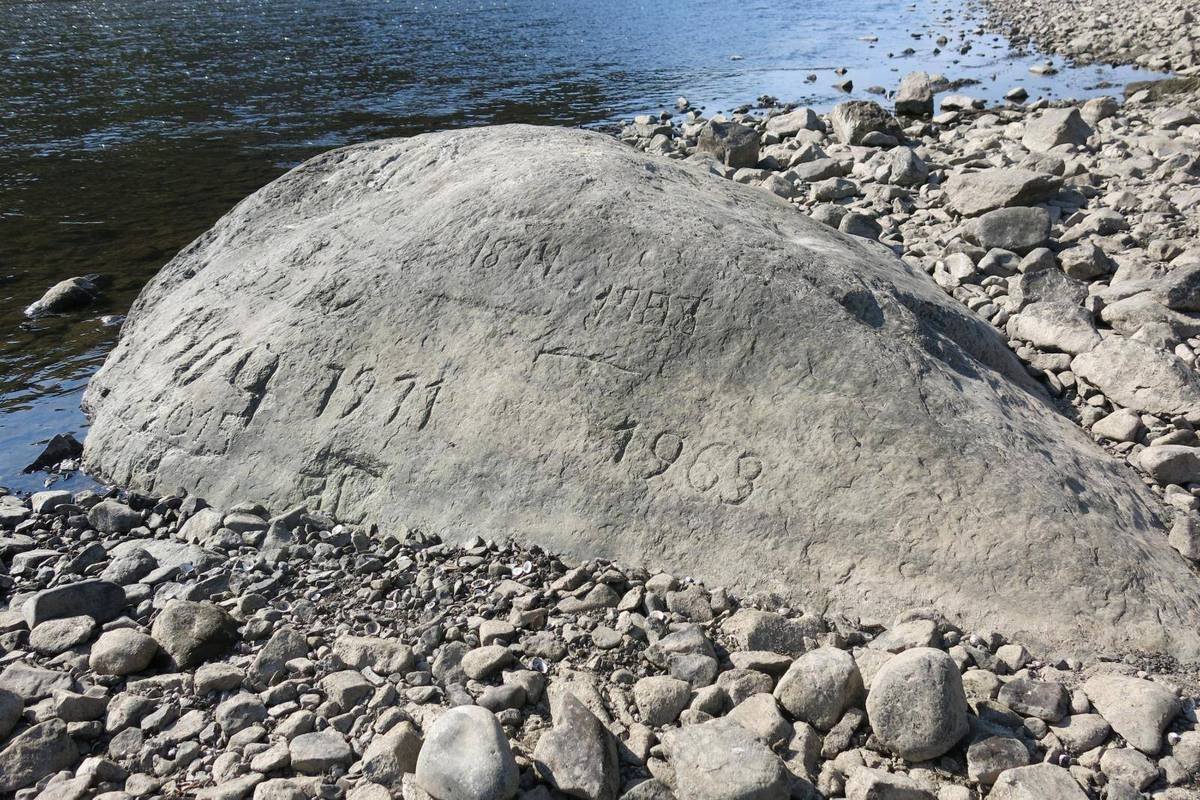
Hongersteen in Těchlovice
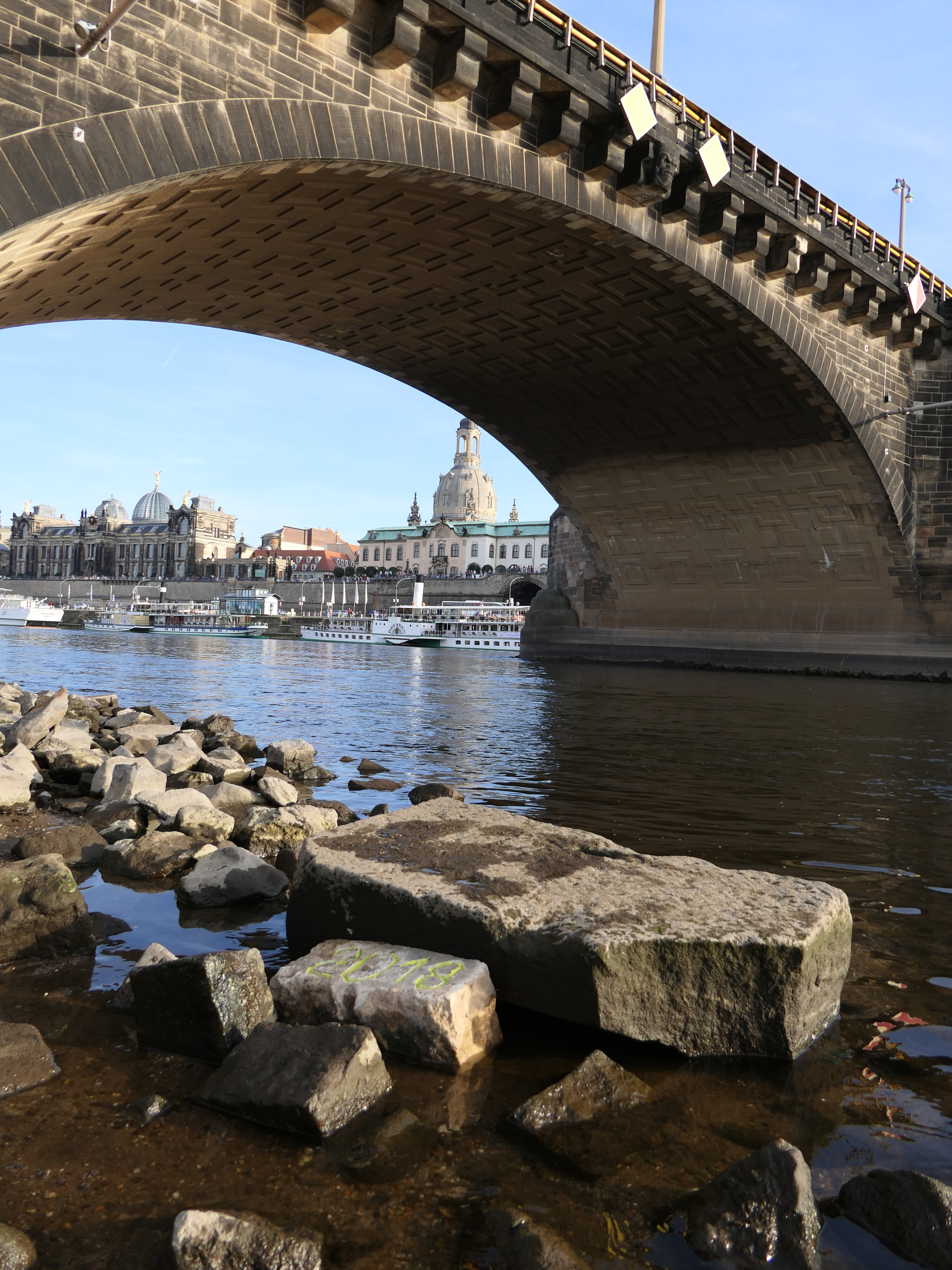
Hongersteen in Dresden
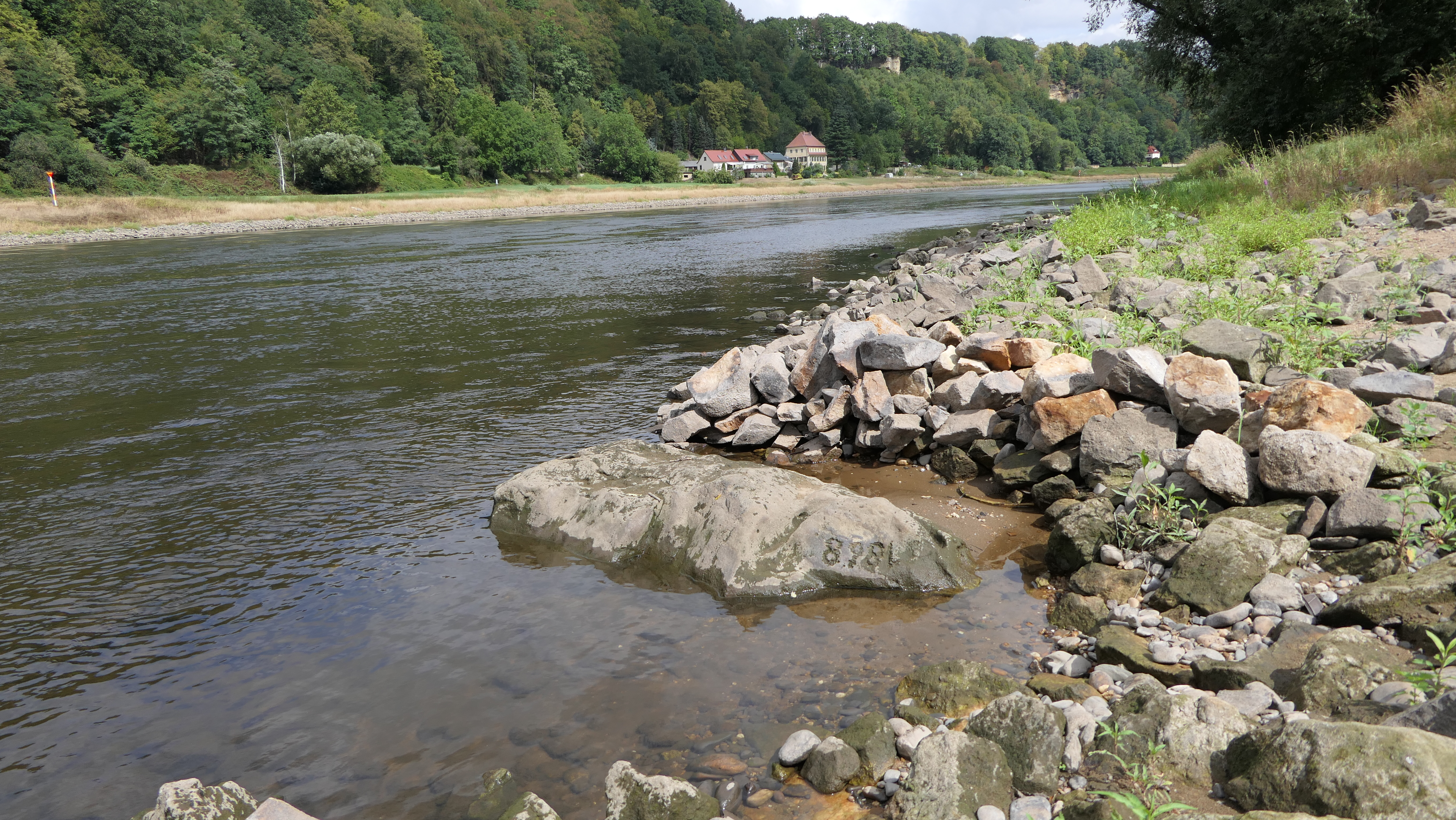
Hongersteen in Stadt Wehlen
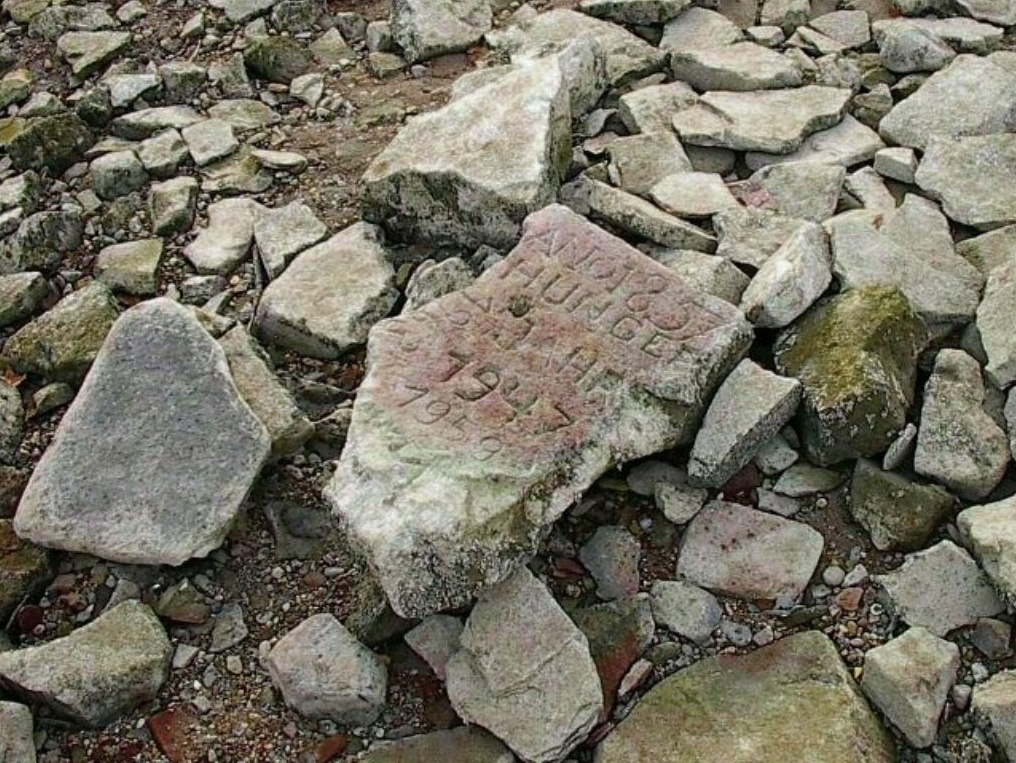
Hongersteen in de Rijn
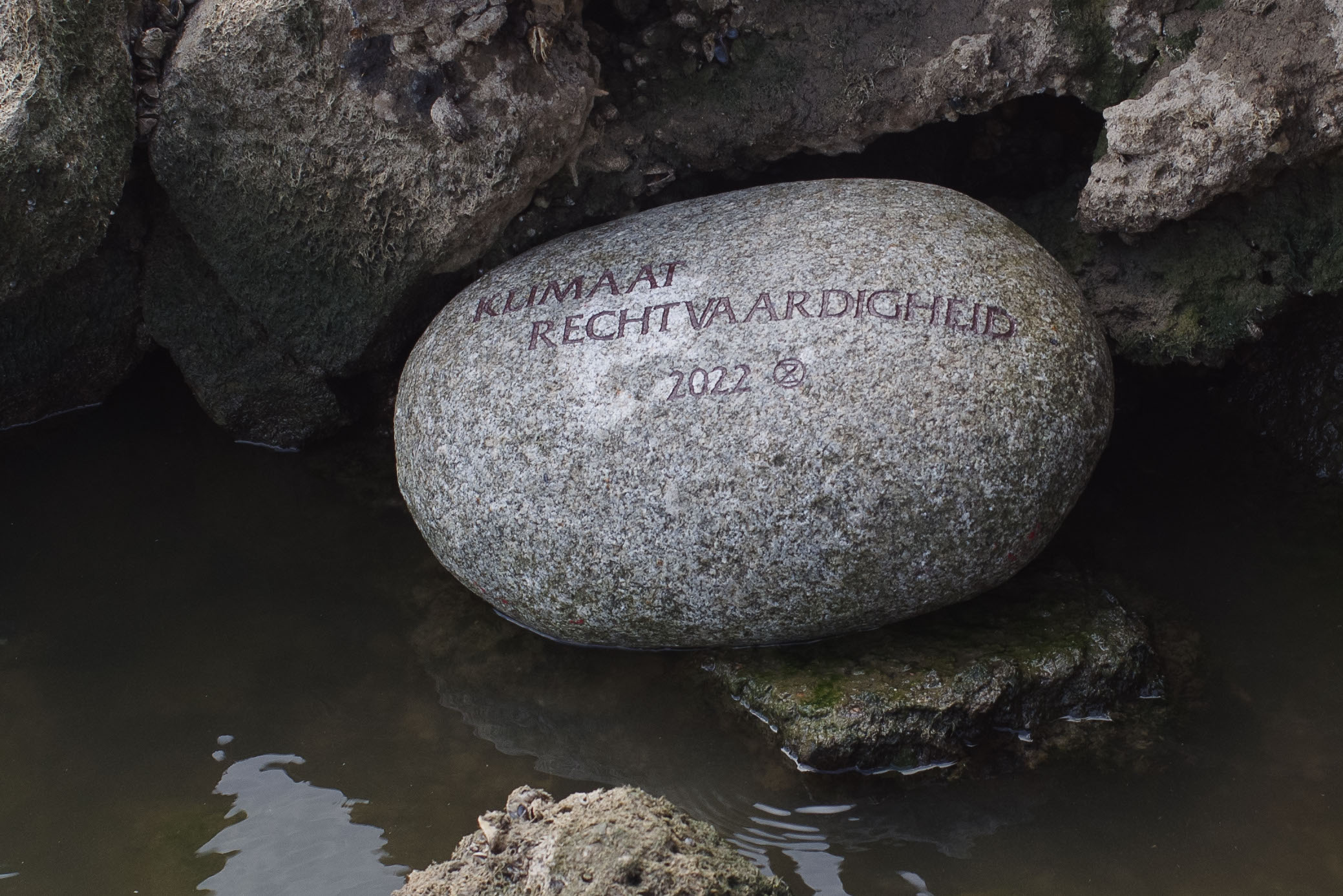
Honger/klimaatsteen bij Wageningen met tekst 'Klimaatrechtvaardigheid, 2022'
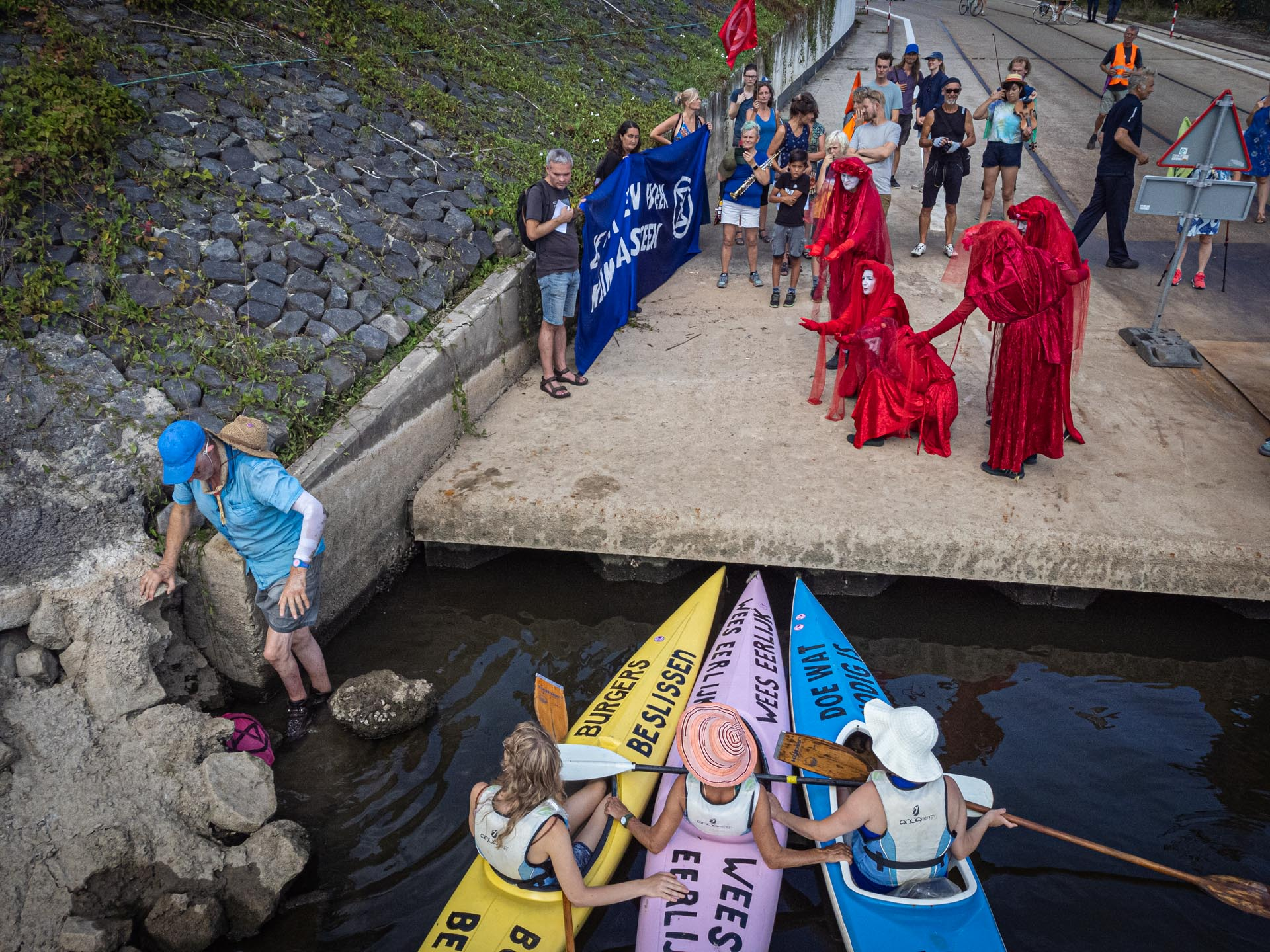
Extinction Rebellion plaatst honger/klimaatsteen bij Lexkesveer, Wageningen